# Љубица Ђукановић
Љубица Ђукановић (рођена Кашић; Кораћица код Младеновца, 1943) доктор је медицинских наука, професор Медицинског факултета у Београду, редовни члан Академије медицинских наука Српског лекарског друштва.

## Биографија и образовање
Љубица Ђукановић рођена је 1943. у Кораћици код Младеновца у породици свештеника избеглице др Душана Кашића.
Основну школу похађала у Бјеловару, а гимназију у Београду. Завршила је Медицински факултет у Београду 1967. године са просечном оценом 9,17. Специјалистички испит из интерне медицине положила 1977. године. Магистарску тезу одбранила на Природно-математичком факултету у Београду 1976. године, a докторску дисертацију Испитивање токсичности супстанција средње молекулске масе код болесника лечених понављаним хемодијализама 1982. на Медицинском факултету у Београду. Захваљујући стипендији Републичке заједнице науке, била је на усавршавањима у енгл. Renal Unit of Guy’s Hospital, Лондон 1982. и 1987. године.
Удата је за гинеколога прим. др Душана Ђукановића. Имају ћерку и сина и четворо унучади.

## Институт за бубрежне болести и метаболичке поремећаје
Лекарски стаж обављала је у Медицинском центру у Јајцу где је потом радила до априла 1969. године, а од тада до 1971. године у Институту за биологију и вирусологију Торлак у Београду. Маја 1971. примљена на Институт за бубрежне болести и метаболичке поремећаје Клиничке болнице града Београда. Радећи под руководством проф. др Василија Јовановића учила је нефрологију, а посебно методе дијализе, и стекла велико искуство у лечењу ургентних стања у нефрологији. Новембра 1982. постављена је за шефа Одсека за клиничку нефрологију, а 1987. за начелника Одељења за нефрологију.

## Институт за урологију и нефрологију Клиничког центра Србије
Јануара 1988. године на позив директора, Љубица Ђукановић прелази на Нефролошку клинику Института за урологију и нефрологију Клиничког центра Србије, где је постављена за шефа Одељења хемодијализе. Године 1991. постављена је за помоћника директора, а априла 1992. за директора Нефролошке клинике на ком месту остаје до одласка у пензију 31. децембра 2002. Од 1998. до 2000. године била је помоћник директора за интерну медицину Ургентног центра КЦ Србије.  Значајно је допринела увођењу бројних метода за испитивање и лечење болести бубрега: нови поступци дијализе (енгл. CAPD, бикарбонатна дијализа, хемодијафилтрација), донор специфичне трансфузије у припреми за трансплантацију бубрега, дијагностика болести костију код болесника на дијализи, савремени протоколи имуносупресивне терапије гломерулонефритиса и болесника после трансплантације бубрега, протокола за метаболичко испитивање болесника са нефролитијазом, као и метода које се користе у научно-истраживачком раду у области нефрологије.  Сарадња са Институтом за медицинска истраживања, и Институтом за биохемију и Институтом за микробиологију и имунологију Медицинског факултета у Београду омогућила јој је истраживања еритропоезе, оксидативног стреса, различитих имунских поремећаја у болестима бубрега и патогенезе акутне и хроничне инсуфицијенције бубрега. Уложила је много труда да се у Нефролошкој клиници уведе електронско вођење медицинске документације. Њеним залагањем отворена је 1994. године јединица за хитну хемодијализу, једина таква јединица у Београду.

## Медицински факултет Универзитета у Београду
За асистента на Медицинском факултету у Београду за предмет интерна медицина изабрана је 1979, а за редовног професора 1997. године. Предавала је нефрологију студентима редовних и последипломских студија на медицинским факултетима у Београду, Крагујевцу, Приштини, Фочи и Подгорици. Много пажње посвећивала је последипломском усавршавању лекара. Од 1989. године је била заменик, а од 1994. до 2001. године шеф Катедре за последипломску наставу из нефрологије. Била је ментор у изради 17 докторских дисертација, 12 магистарских теза, седам радова из уже специјализације и неколико студентских радова, од којих је један награђен Октобарском наградом Града Београда. Иницијатор је и више пута руководилац иновација из нефрологије (1991) и Школе дијализе (1994). Покренула је научно-едукативну публикацију "Новине у нефрологији" у којој је била главни уредник (1995—2002). За допринос последипломској настави додељена јој је Захвалница (1995) и Плакета (1996) Медицинског факултета у Београду.

### Медицински факултет у Фочи
На позив декана Медицинског факултета у Фочи школске 1999/2000. године почиње сарадњу са овим факултетом. Поред теоријске наставе из нефрологије за студенте медицине и стоматологије (2000—2012) обављала је и теоријску наставу из интерне медицине за студенте студијског програма Здравствена њега (2009-2012) и као уредник припремила уџбеник Интерна медицина за студенте овог програма. Покренула је истраживања ендемске нефропатије која је финансирало Министарство за науку Р. Српске. Један је од оснивача и саветник главног уредника часописа Биомедицинска истраживања (2010-2019).

## Чланство у академијама и стручним удружењима
За ванредног члана Академије медицинских наука Српског лекарског друштва изабрана је 1996, за редовног 2002. године. Од 2004. до 2008. била је генерални секретар Академије и у том периоду покренула одржавање едукативних састанака у оквиру Академије, један је од иницијатора издавања серијске публикације Монографија научних скупова Академије медицинских наука СЛД.   Иницијатор две скрининг студије хроничне болести бубрега које су под окриљем Академије урадили лекари опште медицине београдских домова здравља у сарадњи са нефролозима београдских универзитетских клиничких центара. Као председник Академије у периоду од 2009. до 2013. допринела је да Академија успостави сарадњу са Академијом инжењерских наука Србије и Federation of European Academies of Medicine. Установила је одржавање годишњег симпозијума Форум Академије. Уредник је више монографија и биографских дела Академије.
Била је члан Одбора за бубрежне болести Одељења медицинских наука САНУ.
Члан је Српског лекарског друштва од 1968. године, члан Нефролошке секције Српског лекарског друштва од 1971, и њен председник од 1997. до 2001. године. Од 2010. до 2019. била је члан Председништва, члан Управног одбора, председник Одбора за континуирану едукацију Српског лекарског друштва и члан Здравственог савета Србије као представник Српског лекарског друштва.
Члан је Удружења нефролога Југославије, сада Србије (1978).). Утемељила је регистар болесника лечених дијализом и трансплантацијом у Савезној Републици Југославији, касније Србији, којим је руководила и била уредник годишњих извештаја регистра од 1997-2002. године и од 2009-2012. године.
Један је од оснивача Balkan Cities Association of Nephrology, Dialysis, Transplantation and Artificial Organs (BANTAO-1994). Била је председник овог удружења и председник његовог III конгреса (Београд, 1998). Члан је European Renal Association-European Dialysis and Transplant Association (1978) чији је Senior Member од 2008, Distinguished Fellow од 2013. године и члан Selection Committe of ERA-EDTA Congress (1999—2015). Била је члан International Nephrology Association, National Kidney Foundation-USA, члан председништва Danube Symposium of Nephrology и члан Advisory Board of Central-Eastern Europe in CRF. Почасни је члан Bulgarian Society of Nephrology (1991) и Kidney Foundation Varna (2001).

## Научни радови и публикације
Објавила је 360 радова у целини од којих 142 у међународним часописима, 8 поглавља у међународним и 39 у националним монографијама. Радови су цитирани 1592 пут (фебруар 2021). Била је уредник или један од уредника 10 монографија, четири тематска зборника, четири уџбеника за студенте медицине, стоматологије и здравствене неге, уредник поглавља у три уџбеника и аутор 47 радова у 8 уџбеника.
Била је руководилац шест, а сарадник у седам научноистраживачких пројеката финансираних од републичких и градских фондова за научна истраживања.

## Чланство у уређивачким одборима
Члан је уређивачког одбора часописа Српски архив (1990—2000; 2004-2012), J BANTAО (Emeritus Editor), Medical Data (2009-), Advisory Editor часописа Биомедицинска истраживања (2010-2019), уредник (2015-2019) и члан уређивачког одбора (2009-2014; 2024-) Монографија научних скупова АМН СЛД, члан уређивачког одбора Билтена за трансфузиологију и хематологију, Hippokratia (2004—2011). Рецензент већег броја националних и интернационалних часописа.

## Награде
Добитник је Захвалнице (1995) и Плакете (1996) Медицинског факултета у Београду, Повеље Медицинског факултета у Нишу (1998), Захвалнице (2012) и плакете (2021) Универзитета у Источном Сарајеву, Захвалнице Медицинског факултета у Фочи (2014), Повеље Српског лекарског друштва (1999), Награде за научно-истраживачки рад СЛД (2000), Награде за животно дело СЛД  (2010), Награде Велики печат СЛД, (2017), Награде за научни рад Министарства за науку и заштиту животне средине Србије (2004), Награде Капетан Миша Анастасијевић (2021), Признања Удружења нефролога Србије (2010) и бројних захвалница нефролошких установа у земљи.

## Спољашњи извори
- Проф. др Љубица Ђукановић, интерниста, нефролог
- Искуства лекара биће значајна у случају нових епидемија („Политика”, 18. март 2023)